# Quá trình đẳng áp
Quá trình đẳng áp (tiếng Anh: isobaric process) là 1 quá trình nhiệt động lực học trong đó áp suất là 1 hằng số (không đổi theo thời gian). Theo nguyên lý 1 nhiệt động lực học: 
{\displaystyle Q=\Delta U+A\,}
Theo định luật 1 về nhiệt động lực học, nếu thể tích của khí tăng lên thì công được sinh ra do sự dãn ra (tăng thể tích) của khí, cụ thể như sau:

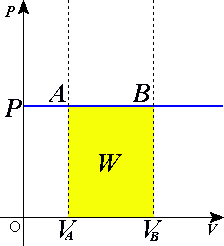
Biểu đồ quá trình đẳng áp

{\displaystyle A=p\,.\Delta V\,}
Trong chất khi lý tưởng:{\displaystyle pV=nRT\Leftrightarrow p\Delta V=nR\Delta T}  trong đó n là số mol khí, R là hằng số khí lý tưởng {\displaystyle R=8.31{J \over mol}K}
nên {\displaystyle {V1 \over V2}={T1 \over T2}}

Vậy ta có được biểu thức {\displaystyle A=nR\Delta T\,}

## Liên hệ giữa nhiệt dung mol đẳng tích và đẳng áp
Dựa vào quá trình đẳng tích, giữa quá trình không có sự truyền nhiệt của các phản ứng hóa học, ta thu được sự liên hệ giữa độ thay đổi nội năng phụ thuộc vào nhiệt độ như sau:
{\displaystyle \Delta U\ =n\,C_{V}\Delta T\ } với {\displaystyle C_{V}} là nhiệt dung mol khi thể tích không đổi {\displaystyle \,C_{v}\ ={i \over 2}R}  Với {\displaystyle i} là số bậc tự do của phân tử khí

Khi áp suất không đổi, {\displaystyle Q=n\,C_{p}\Delta T\ } với {\displaystyle \,C_{p}\ } là nhiệt dung mol khi áp suất không đổi.

Từ định luật 1 nhiệt động lực học ta có: 
{\displaystyle Q=n\,C_{V}\Delta T\ +A}
{\displaystyle \Leftrightarrow Q=n\,C_{v}\Delta T\ +n\,R\Delta T\ }
{\displaystyle \Leftrightarrow n\,C_{p}\Delta T\ =n\,(C_{V}+R)\,\Delta T}
{\displaystyle \,C_{p}\ =\,C_{V}+R}